# Andriandahifotsy
Andriandahifotsy est un souverain sakalava de la dynastie des Maroseraña, sur le trône dans le courant de la seconde moitié du XVIIe siècle.
Andriandahifotsy succède à son père Andriamisara et, par ses conquêtes, étend rapidement son autorité le long du littoral occidental de Madagascar jusqu'au Manambolo. En même temps, il entreprend de déplacer sa capitale à Bengy - « La Chèvre » - dans la vallée du Mangoky, fondant ainsi le royaume du Menabe. Après sa disparition, son héritage échoit à ses deux fils Andriamanetiarivo et Andriamandisoarivo qui vont encore étendre la puissance sakalava beaucoup plus loin vers le nord, en fondant le royaume du Boina.